# Veckatimest
Veckatimest è il terzo album discografico in studio del gruppo musicale statunitense Grizzly Bear, pubblicato nel maggio 2009 dalla Warp Records.

## Il disco
Il titolo del disco è riferito ad un'isola della contea di Dukes, in Massachusetts.
Le registrazioni sono state effettuate dall'estate 2008 presso gli Allaire Studios di New York.
All'album ha collaborato Nico Muhly negli arrangiamenti e Victoria Legrand (Beach House) come cantante in Two Weeks.
L'artwork è stato curato dall'artista William O'Brien.
L'album si è piazzato direttamente all'ottavo posto della classifica Billboard 200. Nel Regno Unito ha raggiunto la posizione #24 della Official Albums Chart.
Inoltre è inserito nell'edizione 2011 del libro 1001 Albums You Must Hear Before You Die.

## Tracce
1. Southern Point – 5:02
2. Two Weeks – 4:03
3. All We Ask – 5:21
4. Fine for Now – 5:31
5. Cheerleader – 4:54
6. Dory – 4:26
7. Ready, Able – 4:17
8. About Face – 3:21
9. Hold Still – 2:24
10. While You Wait for the Others – 4:29
11. I Live with You – 4:57
12. Foreground – 3:35

Bonus track iTunes
1. All We Ask (Piano Demo) – 3:11

## Formazione
Grizzly Bear
- Ed Droste - voce, tastiere, chitarra
- Daniel Rossen - voce, chitarra, tastiere
- Christopher Bear - batteria, cori
- Chris Taylor - basso, altri strumenti

Collaboratori
- Victoria Legrand - cori
- Brooklyn Youth Chour - cori
- Acme String Quartet - archi
- Nico Muhly - arrangiamenti cori e archi